# Leandra santos-limae
Leandra santos-limae är en tvåhjärtbladig växtart som beskrevs av Alexander Curt Brade. Leandra santos-limae ingår i släktet Leandra och familjen Melastomataceae. Inga underarter finns listade i Catalogue of Life.